# Bad Schandau
Bad Schandau (do 1920 Schandau, górnołuż. Žandava, górnołuż. Žandow) – miasto-uzdrowisko balneologiczne we wschodnich Niemczech, w kraju związkowym Saksonia, w okręgu administracyjnym Drezno, w powiecie Sächsische Schweiz-Osterzgebirge, siedziba wspólnoty administracyjnej Bad Schandau. Do 31 lipca 2008 miasto leżało w powiecie Sächsische Schweiz.
Bad Schandau leży na prawym brzegu Łaby, ok. 6 km od granicy z Czechami, ok. 30 km na południowy wschód od Drezna, u wylotu małej rzeki Křinice (Kirnitzsch).

## Historia
Bad Schandau liczy około 700 lat, nazwa Schandau po raz pierwszy wzmiankowana jest w roku 1445. W języku polskim miasto notowane w przeszłości pod nazwą Szandawa.
1 stycznia 2012 do miasta przyłączono gminę Porschdorf, która stała się tym samym jego dzielnicą.

## Atrakcje
Doliną tą, w leśnym krajobrazie, poprowadzona jest do wodospadu Lichtenhain linia tramwajowa Kirnitzschtalbahn, stanowiąca wielką atrakcję turystyczną.

## Współpraca
Miejscowości partnerskie:
- Česká Kamenice, Czechy
- Fichtenau, Badenia-Wirtembergia
- Gößweinstein, Bawaria
- Lądek-Zdrój, Polska
- Überlingen, Badenia-Wirtembergia

## Komunikacja
W miejscowości znajduje się stacja kolejowa Bad Schandau, do której dojeżdża linia S1 drezdeńskiego S-Bahn.